# كارين راسل
كارين راسل (بالإنجليزية: Karen Russell)‏‏ (10 يوليو 1981 في ميامي - ) روائية، وكاتِبة، وأستاذة جامعية من الولايات المتحدة.

## الجوائز
- زمالة ماك آرثر"Karen Russell - MacArthur Foundation". مؤرشف من الأصل في 2019-05-18.